# Groupe de NGC 5012
Le groupe de NGC 5012 est un trio de galaxies situé dans la constellation de la Chevelure de Bérénice. La distance moyenne entre ce groupe et la Voie lactée est d'environ 42,3 Mpc (∼138 millions d'al). 

## Membres
Le tableau ci-dessous liste les trois galaxies du groupe indiquées dans l'article de A.M. Garcia paru en 1993.
| Nom      | Class.   | Type                  | α (J2000.0)   | δ (J2000.0) | Vitesse radiale (km/s) | m    | Distance (Mpc) | Diamètre (kal) |
| -------- | -------- | --------------------- | ------------- | ----------- | ---------------------- | ---- | -------------- | -------------- |
| NGC 5012 | SBc,     | Spirale barrée        | 13h 11m 37.0s | 22° 54′ 56″ | 2606 ± 2               | 12,3 | 42,5 ± 3,0     | 104            |
| NGC 5016 | SAB(rs)c | Spirale intermédiaire | 13h 12m 06.7s | 24° 05′ 42″ | 2611 ± 1               | 12,8 | 42,5 ± 3,0     | 72             |
| UGC 8290 | Sm?      | Spirale magellanique  | 13h 12m 41.8s | 22° 49′ 47″ | 2553 ± 1               | 13,8 | 41,7 ± 2,5     | 60             |

Le site DeepskyLog permet de trouver aisément les constellations des galaxies mentionnées dans ce tableau ou si elles ne s'y trouvent pas, l'outil du site constellation permet de le faire à l'aide des coordonnées de la galaxie. Sauf indication contraire, les données proviennent du site NASA/IPAC. 